# Sokol Krasnoyarsk
Il Sokol Krasnoyarsk' (in russo Сокол Красноярск) è una squadra professionista russa di hockey su ghiaccio della città di Krasnoyarsk che milita nella VHL.

## Storia
Il Sokol Krasnoyarsk nasce nel 1973 nello stabilimento metallurgico di Krasnoyarsk.

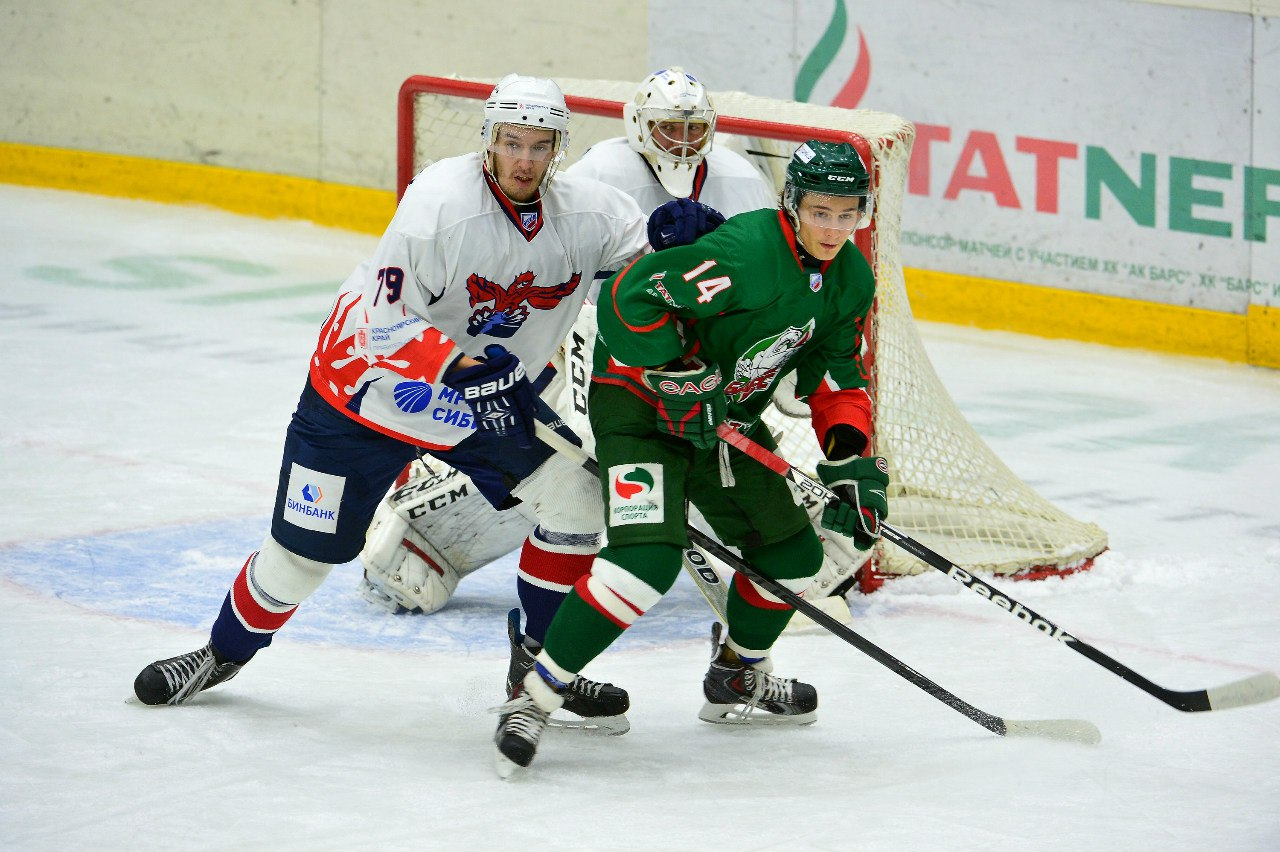

## Denominazioni
- Falcon (dal 1973 al 1995)
- Energiya (dal 1995-1997)
- Sokol Krasnoyarsk (dal 1995-)